# Eetion (mythologie)
Eetion was de koning van Thebes, de stad nabij de berg Placcus. Daar heerste hij over de Ciliciërs, een volk in Klein-Azië. Hij is de vader van Andromache, de vrouw van de Trojaanse held Hector. Hij en zijn zoons werden door Achilles gedood, toen ze op het land aan het werken waren. Maar die gaf hem een eervolle begrafenis.